# EuroVelo 7
L'EuroVelo 7 (EV 7), detta anche la strada del sole o ciclovia del sole, è una ciclovia della rete del programma europeo EuroVelo. Lunga 7409 kilometri, unisce Capo Nord (Norvegia) a La Valletta (Malta), attraversando da nord a sud l'Europa. Tocca nove stati: Norvegia, Finlandia, Svezia, Danimarca, Germania, Repubblica Ceca, Austria, Italia e Malta.
Trattandosi di un itinerario cicloturistico, comprende tratti in pista ciclabile riservata, tratti su piste ciclopedonali e tratti su strade secondarie, condivise con il traffico locale.

## Percorso

### Scandinavia
L'EV7 inizia a Capo Nord, in Norvegia, e passa brevemente in Finlandia prima di scendere lungo la Svezia, dove alcune sezioni della parte svedese del percorso includono la ciclovia Kattegattleden, pista cicloturistica di 390 km lungo la costa occidentale della Svezia che collega Göteborg a Helsingborg, pasando per le città di Höganäs, Ängelholm, Båstad, Laholm, Halmstad, Falkenberg, Varberg e Kungsbacka. Giunti a Malmö, si prende il traghetto che porterà il viaggiatore in Danimarca.
In Danimarca, l'EV7 segue le piste ciclabili nazionali danesi numero 5, 8 e 9 attraversando il paese lungo piccole isole, traghetti e paesaggi panoramici. Il percorso porta da Padborg a Copenaghen, dove ci sono molti villaggi di pescatori; poi dalla capitale danese l'EV7 segue la pista ciclabile Berlino-Copenhagen fino a Gedser, da dove un traghetto sul Mar Baltico porta il viaggiatore al porto tedesco di Rostock.

### Germania
Dal porto tedesco di Rostock, sulla costa meridionale del Grønsund sul Mar Baltico, la EV7 continua a seguire la ciclovia Berlino-Copenaghen verso Berlino (370 km). Attraversando lo stato del Meclemburgo-Pomerania Occidentale, prende la strada a sud verso i laghi del Meclemburgo. Le città di Neustrelitz e Güstrow offrono attrazioni culturali lungo il percorso. Segue poi il fiume Havel e le città di Oranienburg e Fürstenberg/Havel e la tranquilla distesa dello stato di Brandeburgo verso Berlino.
Dopo Berlino, l'EV7 si collega infine alla pista ciclabile dell'Elba che conduce attraverso Dresda e in salita fino al confine ceco.

### Repubblica Ceca
L'EV7 attraversa il confine con la Germania, nella regione delle montagne di arenaria dell'Elba. Dopo una parte abbastanza avventurosa del percorso che segue la pista ciclabile dell'Elba fino a Mělník (circa 50 km (31 mi) da Praga) con un eccezionale castello e ripidi vigneti alla confluenza della Moldava (Moldavia) e del fiume Labe (Elba). Prosegue poi verso Praga sulla Moldava. Dopo Praga l'EV7 lascia la Moldava a causa della cascata dell'acqua e la unisce di nuovo prima di Týn n.Vltavou. La migliore sezione del percorso del fiume Moldava è tra Týn n.Vltavou e České Budějovice e il castello di Hluboká n/Vltavou. Il percorso passa poi per la pittoresca città UNESCO di Český Krumlov.

### Austria
Dal confine ceco la EV7 passa per Linz e Salisburgo prima di passare nelle Alpi verso l'Italia. La sua lunghezza è di 553 km.
La sezione austriaca della EV7 offre uno scenario mozzafiato pedalando lungo i fiumi alpini, attraversando bellissime città come Linz e Salisburgo e prendendo alcune delle più grandi riserve naturali d'Europa. Attraversa il confine ceco in Austria a Rybnik, e segue la pista ciclabile di Grenzland (R5), poi la pista ciclabile di Gusental (R28) lungo strade minori nella provincia dell'Alta Austria. Da St. Georgen an der Gusen, segue la pista ciclabile del Danubio (R1) attraverso la città di Linz, passando per le famose curve del fiume del "Schlögener Loop" fino a raggiungere Passavia, in Germania. Si può poi seguire la pista ciclabile dell'Inn (R3) lungo il confine austro-tedesco, attraverso le riserve naturali della valle dell'Inn, fino a Salisburgo. Da Salisburgo, l'EV7 segue l'Alpe-Adria Trail, che sfrutta le nuove gallerie ferroviarie per attraversare le Alpi senza difficili salite. Poi, ci sono brevi tratti seguendo la pista ciclabile del Glockner (R8) fino al "Möllbrücke" e poi la pista ciclabile della Drava (R1) attraverso la provincia della Carinzia portano al passaggio del confine con l'Italia vicino alla città di Sillian.

### Italia
La EV7 in Italia segue il percorso B1 di BicItalia, conosciuto come la Ciclopista del Sole, attraverso il confine austriaco a Passo Resia in Alto Adige con la Ciclabile della Val Venosta fino a Bolzano, dove si innesta sulla ciclopista della valle dell'Adige che giunge fino a Verona.
La Ciclovia del Sole si dirige da Verona verso Peschiera del Garda, per poi scendere verso lungo la pista ciclabile del Mincio fino a Mantova. Attraversato il fiume Po, il tracciato segue il corso del fiume Secchia fino al bivio di Concordia sulla Secchia, dove si può decidere di proseguire dritti verso Modena oppure deviare verso Mirandola per prendere l'ex tracciato asfaltato della ferrovia Bologna-Verona che giunge dopo 50 km nel capoluogo dell'Emilia-Romagna. Ricongiungendosi i due tronchi nei pressi di Vergato, il percorso supera lo spartiacque appenninico e raggiunge Pistoia, proseguendo infine per Prato e Firenze.
Si prosegue poi per Grosseto, Civitavecchia, Roma, Latina, Napoli, Salerno e Reggio Calabria. Superato lo Stretto di Messina, il tratto finale in Sicilia scende a Siracusa. La sezione italiana della EV7 termina nella città siciliana di Pozzallo, da dove partono i traghetti che attraversano il Canale di Malta e collegano La Valletta.

### Malta
Ci sono due circuiti EV7 a Malta: uno circonda l'isola di Malta e l'altro l'isola di Gozo.